# Netherby (North Yorkshire)
Netherby – wieś w Anglii, w hrabstwie North Yorkshire, w dystrykcie (unitary authority) North Yorkshire. Leży 28 km na zachód od miasta York i 283 km na północ od Londynu.